# Anglosaské písmo

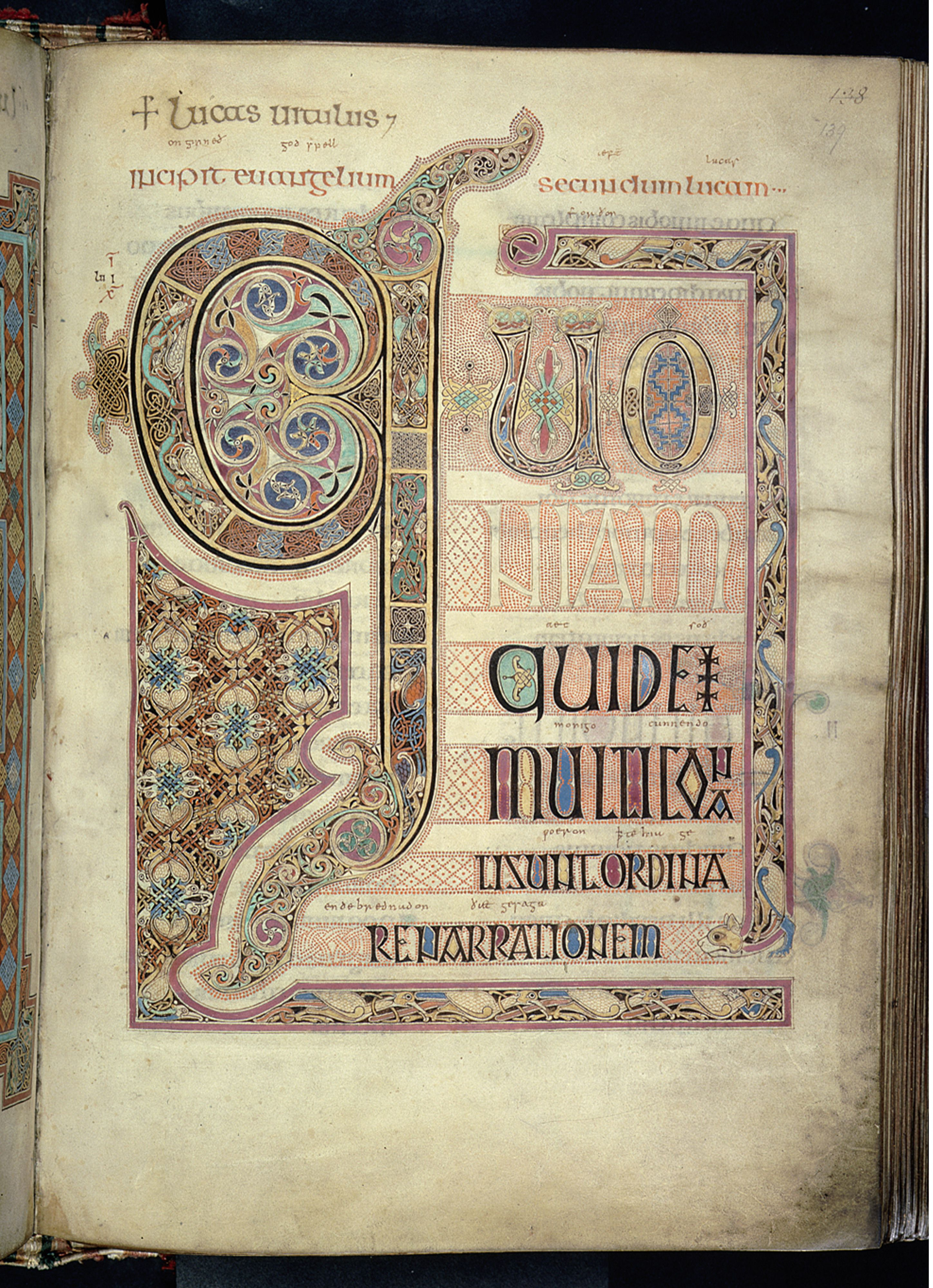
Ukázka anglosaské polounciály z Durham book

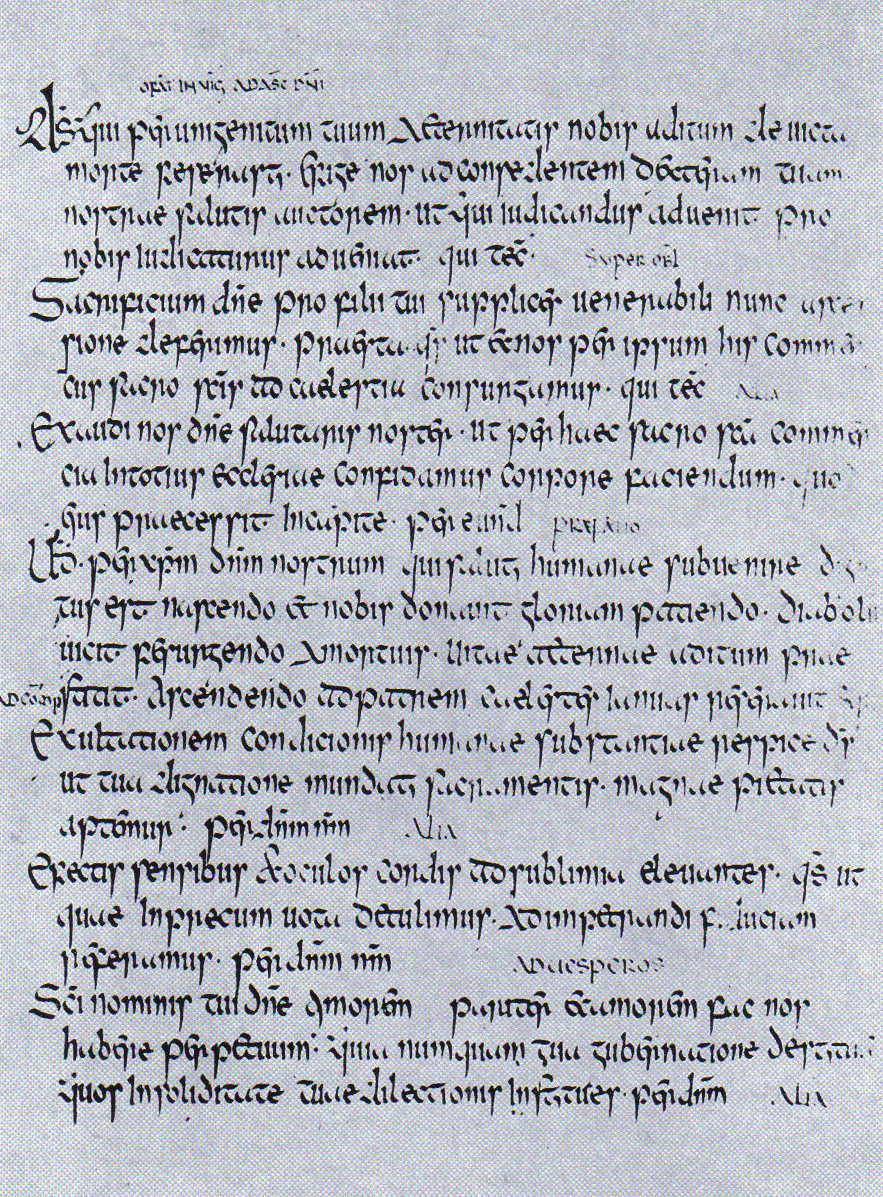
Ukázka anglosaské minuskuly z rukopisu Orationes in vigilia ad ascensionem domini z 8. století

Anglosaské písmo, užívané od 6. – 12. století v Anglii, vzniklo prostřednictvím irských mnichů z polounciály a řadí se mezi tzv. národní písma.
Stejně jako v Irsku souvisel rozvoj latinského písma s šířením křesťanství. Již v 6. století přišli do Anglie irští misionáři, kteří s sebou přinesli liturgické knihy psané irským písmem. Nejdůležitějšími centry misijní činnosti a vzdělanosti se staly kláštery Iona a Lindisfarne, jenž kolem roku 634 založil irský mnich Aidan. Větší část Anglie však stála pod vlivem Říma, proto i odtud byla zahájena christianizace zdejšího pohanského obyvatelstva. Papež Řehoř VI. vyslal do Anglie sv. Augustina, který se zde měl starat o křesťanskou osvětu. S sebou přinesl unciálu, která byla rozšířeným písmem na kontinentě, a rustickou kapitálu, která se užívala především pro nadpisy. Důležitými centry římské misie se staly kláštery v Canterbury a Jarow. Vliv Říma v této oblasti začal postupem času slábnout, a proto nalezneme unciálou psané rukopisy pouze v oblastech těchto největších středisek. 
V počátcích se od sebe příliš nelišilo iroskotské a anglosaské písmo, až v průběhu 8. století se začínají oba typy diferencovat. Anglosaská polounciála, užívaná především v oblasti kodexového písma, je kvůli své oblosti, stejně jako polounciála Iroskotská, označována termínem Rundschrift. Vyznačuje se velkou šířkou, krátkými horními dotažnicovými délkami a seříznutými patami dříků. K typickým literám náleží „b“ a „l“, jejichž horní dříky jsou mírně prohnuté a ukončené trojúhelníkovitým rozšířením. Litera „r“ se v písmu vyskytuje ve své majuskulní i minuskulní podobě, kterou charakterizuje zvlněné ramínko. Jelikož se jedná o polounciální písmo, nechybí v abecedě unciální forma litery „g“. Nejznámější památkou je tzv. Durham book, evangeliář napsaný kolem roku 700 v klášteře Lindisfarne. V průběhu 8. století se stává anglosaská polounicála jemnější a pružnější, ale během 9. století ji už na britských ostrovech vytlačuje prosazující se karolinská minuskula.
Dalším typem ostrovního písma byla tzv. anglosaská minuskula. Vznikla v 8. století z minuskuly iroskotské a některé její stopy lze zachytit ještě ve 14. století. Stejně jako její předchůdkyně zachovávala ostré tahy liter, proto také někdy nese označení Spitzschrift. Jedná se o zběžnější polounciálu určenou pro rychlejší psaní. I přes svůj rychlejší duktus není však typickým příkladem kurzívy a kromě kodexů se používala i v listinách. Již v průběhu 8. století se minuskula začíná mírně zakulacovat, což je pravděpodobně způsobeno vlivem anglosaské polounciály. Tím se odlišuje od své iroskotské varianty. Dokladem tohoto prvku je pontifikální kniha ze Sherborne v Anglii z 10. století, starší typ lze doložit na Martyrologium poeticum od Bédy Ctihodného, které vzniklo mezi lety 811 a 814. K charakteristickým prvkům náleží trojúhelníkovité ukončení horních dotažnicových délek. Ramínko minuskulního „r“ sahá až k účaří a tím napodobuje tvar „n“ či „p“ a od „s“ se liší tím, že konec ramínka „r“ je obrácený směrem nahoru. Také zde se vyskytují tironské noty, známé již z iroskotské minuskuly, ke kterým přibývá značka pro „eius“, podobající se obrácenému unciálnímu „e“. Od druhé poloviny 10. století se latinské texty píší především karolinskou minuskulou, ale anglosaské písmo nezaniklo, nýbrž se udrželo v textech psaných národním jazykem. V nich lze spatřit zvláštní značky za „th“ („þ“) a „w“ („ƿ“), jejichž původ odborníci hledají v runách „thorn“ a „wen“. Také výzdobu knih převzalo anglosaské písmo od Irů, avšak postupem času pod vlivem Říma začali v rukopisech užívat zlato.